# Organické sloučeniny manganu
Organické sloučeniny manganu jsou organokovové sloučeniny obsahující vazby mezi atomy uhlíku a manganu. Vzhledem k nízkým nákladům a minimální toxicitě mají potenciál být využívány jako reaktanty v organické syntéze,ovšem i přes intenzivní výzkum příliš využívány nejsou. Jejich hlavní nevýhodou je obtížná příprava přímo z kovu.

## Příprava
První organické sloučeniny manganu byly získány v roce 1937 reakcemi fenyllithia s jodidem manganatým za vzniku fenylmanganjodidu (PhMnI) a difenylmanganu (Ph2Mn).
Jsou známy i obecné postupy přípravy organomanganových sloučenin.
Organohalogenidy manganu lze vytvořit transmetalačními reakcemi halogenidů manganu (bromidu nebo jodidu manganatého) s organolithnými nebo organohořečnatými sloučeninami:
RM + MnX2 → 2 RMnX + MX
Jodid manganatý lze připravit reakcí kovového manganu s jodem v diethyletheru. Dalšími reakcemi je možné získat symetrické diorganomanganové sloučeniny.
2 RM + MnX2 → R2Mn + 2 MX
Organomanganany (átové komplexy) jsou nejstabilnějšími organickými sloučeninami manganu:
3 RM + MnX2 → R3MnX + 2 MX
4 RM + MnX2 → R4MnX2 + 2 MX
Oerganomanganové sloučeniny se většinou připravují v tetrahydrofuranu (THF), kde jsou nejstálejší (díky komplexaci), i když se řada z nich musí uchovávat za nízkých teplot. Jednoduché dialkylmanganové sloučeniny se rozkládají beta-hydridovými eliminacemi na směsi alkanů a alkynů.

### Deriváty Mn2(CO)10
Mnohé organomanganové komplexy jsou odvozeny od dekakarbonylu dimanganu, Mn2(CO)10. Bromací z něj vzniká bromid pentakarbonylmanganu (BrMn(CO)5) a redukcí lithiem LiMn(CO)5. Tyto látky lze použít na přípravu alkylových, arylových a acylových derivátů:
BrMn(CO)5 + RLi → RMn(CO)5 + LiBr
LiMn(CO)5 + RC(O)Cl → RC(O)Mn(CO)5 + LiCl
RMn(CO)5 + CO → RC(O)Mn(CO)5
Obecná reaktivita těchto karbonylů je podobná dimeru dikarbonylu cyklopentadienylželeza.
Sloučenina BrMn(CO)5 může také sloužit jako prekurzor pí-arenových komplexů:
BrMn(CO)5 + Ag+ + C6R6 → [Mn(CO)3(C6R6)]+ + AgBr + 2 CO
Tyto kationtové polosendvičové komplexy mohou vstupovat do nukleofilních adicí za vzniku cyklohexadienylů a funkcionalizovaných arenů.

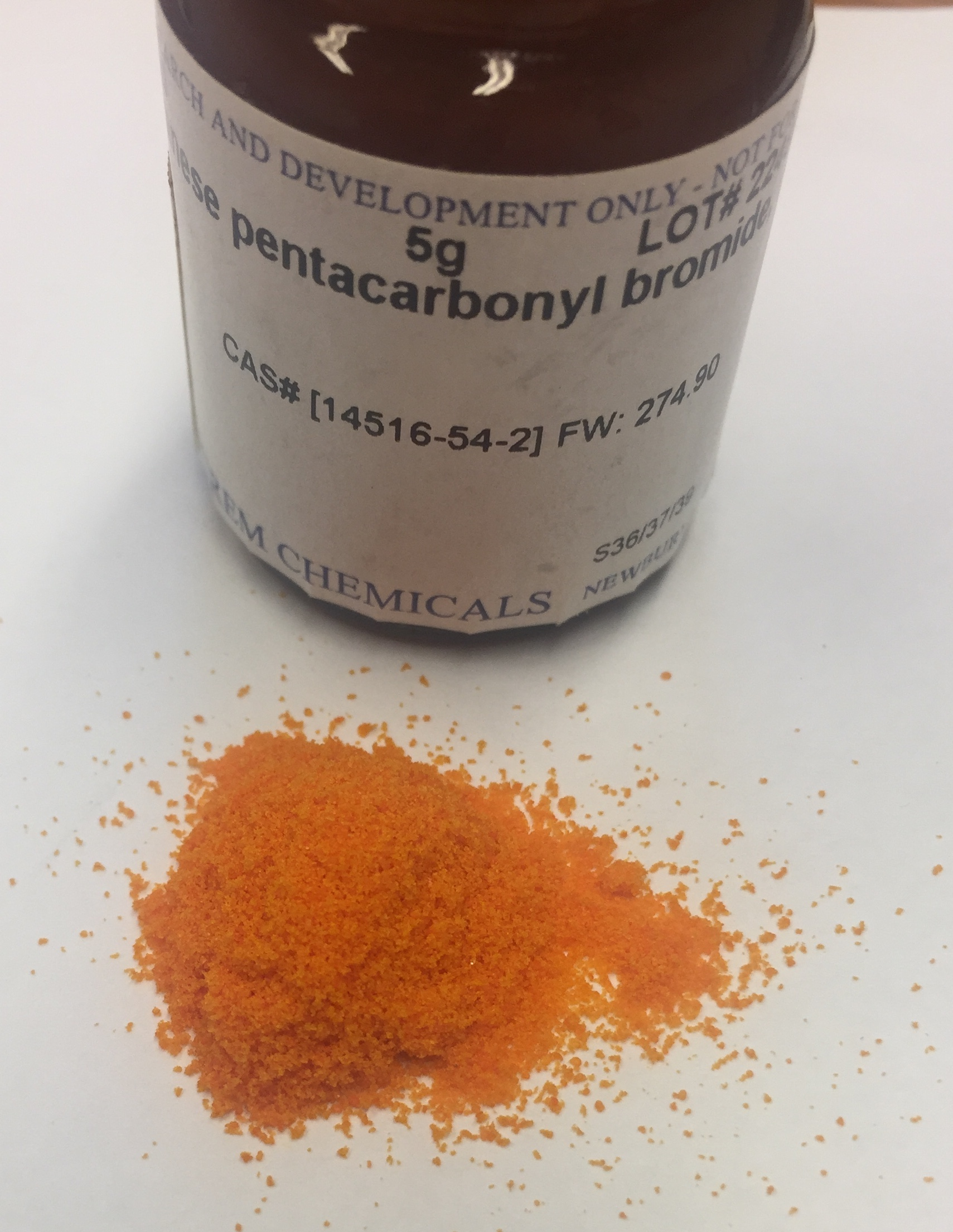
Vzorek bromidu pentakarbonylmanganu (BrMn(CO)_{5})

## Reakce
Chemické vlastnosti organických sloučenin Mn2+ jsou oproti obdobným sloučeninám jiných kovů neobvyklé, protože vazba Mn2+-C má výrazně iontovou povahu. Reaktivita organomanganových sloučenin se podobá organohořečnatým a organozinkovým; elektronegativita manganu (1,55) je podobná jako u hořčíku (1,31) a zinku (1,65), v důsledku čehož je uhlík (s elektronegativitou 2,55) nukleofilní. Redoxní potenciál Mn se také nachází mezi potenciály Mg a Zn.
Organomanganové halogenidy reagují s aldehydy a ketony za vzniku alkoholů, s oxidem uhličitým vytváří karboxylové kyseliny (reakce lze provést za vyšších teplot než u příslušných RLi a RMgBr sloučenin), oxid siřičitý a izokyanatany se při reakcích s nimi chovají podobně jako Grignardova činidla. Nereagují s estery, nitrily a amidy. Jsou více citlivé na sterické než na elektronové efekty.
S acylhalogenidy sloučeniny RMnX vytvářejí ketony; tato reakce je chemoselektivní a využívá se tak v organické syntéze.
Některé amidy manganu (RR1NMnR2) se používají na deprotonace ketonů za vzniku enolátů manganu, které mohou, podobně jako lithné enoláty, reagovat se silylchloridy na silylenol ethery, s alkylhalogenidy provádět alfaalkylace a s aldehydy a ketony tvořit betaketoalkoholy. Tyto enoláty lze rovněž získat transmetalacemi halogenidů manganu s enoláty Li, Mg, K nebo Na.
Halogenidy manganu slouží jako katalyzátory reakce homo- a křížových párováních organostannanů a Grignardových činidel, kde se vyskytují organomanganové meziprodukty. Tyto reakce mohou být katalyzovány sloučeninami Pd, Ni, Cu a Fe.

### Aktivovaný mangan
Běžně dostupný práškový mangan není vhodný na přípravu organomanganových sloučenin. V roce 1996 byl objeven aktivovaný mangan (Riekeův mangan) získaný reakcí bezvodého chloridu manganatého s kovovým lithiem v tetrahydrofuranovém roztoku katalytického množství naftalenu. Jako redukční činidlo byl také použit grafit draslíku a hořčík. Aktivovaný mangan vstupuje do Mn obdoby Barbierovy reakce a pinakolového párování.

## Sloučeniny manganu ve vyšších oxidačních číslech

Trikarbonyl methylcyklopentadienylmanganu (MMT) se používá jako aditivum do benzínu.

Jsou známy organické sloučeniny manganu v oxidačních číslech +3 a +4. První z nich byl v roce 1972 Mn(nor)4, obsahující čtyři norbornylové skupiny. Roku 1992 byl popsán oktaedrický komplex Mn(IV)(Me)6−2, vytvořený reakcí MnMe4(PMe3) s methyllithiem a následnou adicí tetramethylethylendiaminu.

## Organokovové sloučeniny těžších prvků 7. skupiny
Technecium, další prvek 7. skupiny, je radioaktivním syntetickým prvkem, od něhož není znám velký počet organických sloučenin. Organické sloučeniny rhenia mohou obsahovat Rh v oxidačních číslech +4 a +5. Důležitým výchozím materiálem je dekakarbonyl dirhenia, používaný na karbonylaci oxidu rhenistého. Trioxid methylrhenia se používá jako katalyzátor.